# علم الجينوم الورمي

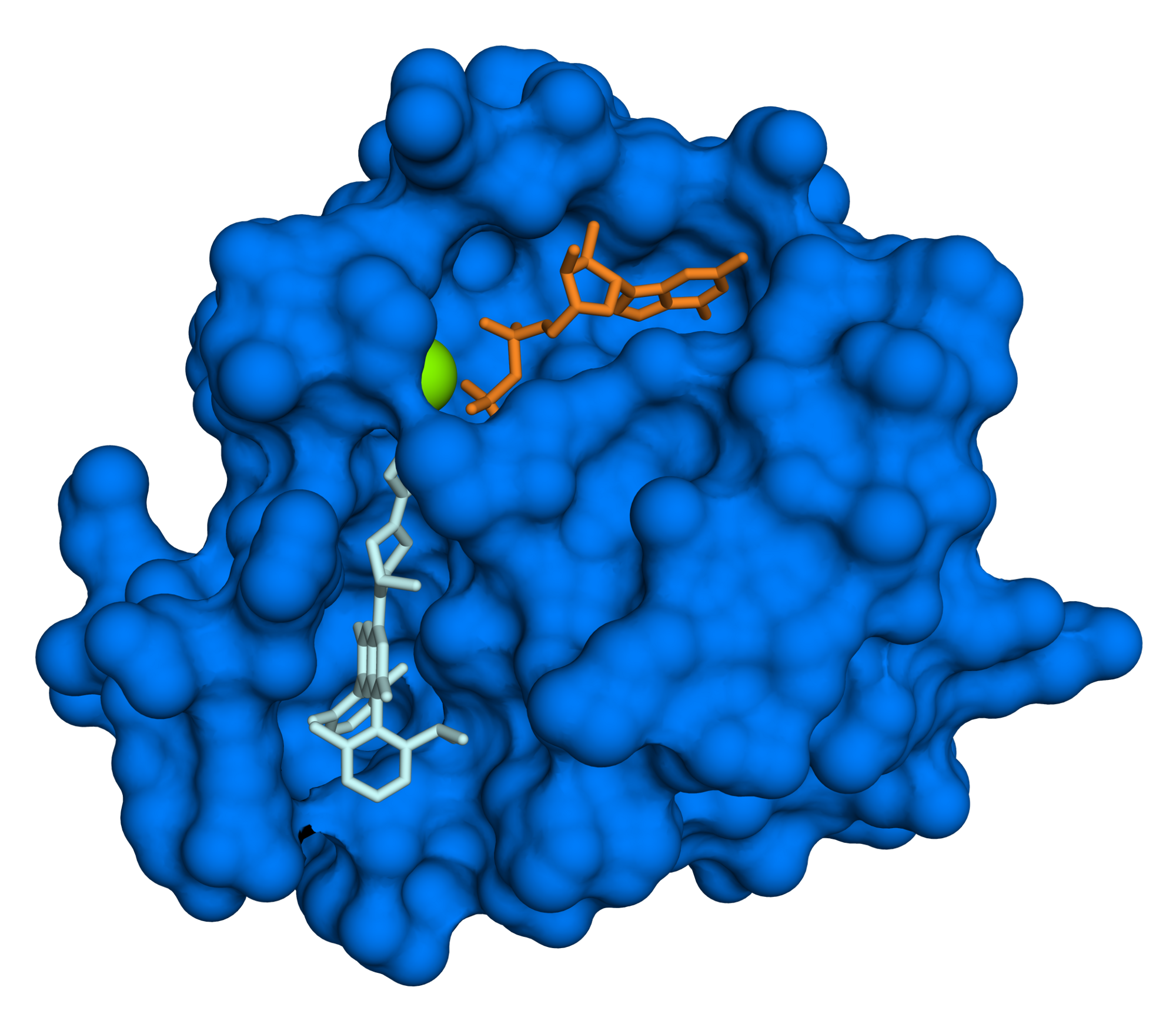
نموذج سطحي للبروتين السرطاني المتحور KRASG12C (أزرق) مع ثنائي فوسفات الغوانوزين (برتقالي) ومثبط التساهمية المستهدف سوتوراسيب (AMG 510، مائي) مرتبط به. يظهر أيون المغنيسيوم (أخضر) باتجاه أعلى اليسار، مخفي جزئيًا بواسطة سطح البروتين.

علم الجينوم الورمي هو مجال فرعي لعلم الجينوم يميز الجينات المرتبطة بالسرطان. يركز على التعديلات الجينومية والفوق جينومية والانتساخية في السرطان.
السرطان مرض وراثي ناتج عن تراكم الطفرات في الحمض النووي والتغيرات الفوق جينية التي تؤدي إلى تكاثر الخلايا بشكل غير مضبوط وتشكل الأورام. الهدف من علم الجينوم الورمي هو تحديد أنواع جديدة من الجينات الورمية أو الجينات الكابتة للورم التي قد توفر أساليب جديدة في تشخيص السرطان، والتنبؤ بالنتائج السريرية للسرطانات وتحديد أهداف جديدة للعلاجات السرطانية. أدى نجاح علاجات السرطان الموجهة مثل غليفيك وهيرسيبتين و أفاستين إلى زيادة الأمل في تحديد أهداف جديدة للعلاجات السرطانية بواسطة علم الجينوم الورمي.
إلى جانب فهم الآليات الجينية الأساسية التي تسبب أو تدفع تقدم السرطان، يستهدف علم الجينوم الورمي علاج السرطان المخصص. يحدث السرطان بسبب الطفرات في الحمض النووي الريبي منقوص الأكسجين (دنا) والتغيرات الفوق جينية التي تتراكم بشكل عشوائي. قد يؤدي تحديد واستهداف الطفرات لدى المريض الواحد إلى زيادة فعالية العلاج.
سهّل الانتهاء من مشروع الجينوم البشري تطور مجال علم الجينوم الورمي وزاد من قدرات الباحثين على العثور على الجينات المسرطنة. طُبقت تقنيات التسلسل وتقنيات التنميط الميثيلي العالمية لدراسة علم الجينوم الورمي.

## التاريخ
بدأ عصر علم الجينوم في التسعينيات من القرن العشرين، مع تحديد تسلسلات الأحماض النووية للعديد من الكائنات الحية. في القرن الحادي والعشرين، أتاح الانتهاء من مشروع الجينوم البشري دراسة الجينوميات الوظيفية وفحص الجينومات الورمية. كان السرطان محط التركيز الرئيسي.
بدأ عصر علم الوراثة الوراثي بالتطور مؤخرًا، نحو عام 2000. أحد المصادر الرئيسية للتغيير فوق الجيني هو تغير مثيلة جزر CpG في منطقة المحفز في الجينات. يمكن لعدد من الأساليب المبتكرة مؤخرًا تقييم مستوى مثيلة الدنا في السرطانات مقارنةً مع الأنسجة السليمة. تعمل بعض الطرق على تقييم مثيلة CpGs الموجودة في أنماط مختلفة من المواقع الكروموسومية، بما في ذلك جزر وشواطئ ورفوف CpG، بالإضافة إلى المحفزات وأجسام الجينات والمناطق بين الجينات. يعتبر السرطان أيضًا محورًا رئيسيًا لدراسات علم التخلق (علم ما فوق الجينات).
يعد الوصول إلى تسلسل الجينوم السرطاني بأكمله أمرًا مهمًا لأبحاث السرطان (أو جينوم السرطان) للأسباب التالية:
- الطفرات هي السبب المباشر للسرطان وتحدد النمط الظاهري للورم.
- يتيح الوصول إلى عينات الأنسجة السرطانية والطبيعية لنفس المريض، وحقيقة أن معظم الطفرات السرطانية تمثل أحداثًا جسدية، تحديد الطفرات الخاصة بالسرطان.
- الطفرات السرطانية تراكمية وترتبط أحيانًا بمرحلة المرض. يمكن تمييز درجة الانبثاث ومقاومة الأدوية.[6]

يعد تحديد مستوى المثيلة مهمًا لأبحاث السرطان للأسباب التالية:
- يمكن أن تعمل المحركات فوق الجينية بالإضافة إلى محركات الطفرات كأسباب مباشرة للسرطان[7]
- تعتبر الطفرات فوق الجينية السرطانية تراكمية وترتبط أحيانًا بمرحلة المرض[8]

### تسلسل الجينوم الكامل
تم تحديد تسلسل الجينوم السرطاني أول مرة في عام 2008. حددت هذه الدراسة تسلسل جينوم اللوكيميا النخاعية الحادة والجينوم النظير الطبيعي الذي حُصل عليه من نفس المريض. كشفت المقارنة عن عشرة جينات طافرة. كان يُعتقد بالفعل أن اثنتين منها تساهمان في تطور الورم: التكرار الداخلي الترادفي لجين المستقبل FLT3، كيناز التيروسين، الذي ينشط إشارات كيناز ويرتبط بإنذار سيء، وغرز أربعة أسس في الإكسون 12 من جين NPM1. توجد هذه الطفرات في 25-30% من أورام اللوكيميا النخاعية الحادة ويعتقد أنها تساهم في تطور المرض وليست سببًا مباشرًا في حدوثه.
كانت الطفرات الثماني المتبقية عبارة عن طفرات جديدة وشملت تغيرات في أساس واحد فقط: كانت أربعة منها ضمن عائلات مرتبطة ارتباطًا وثيقًا بإمراضية السرطان (PTPRT وCDH24 و PCLKC وSLC15A1). لم يكن للأربعة الأخرى أي ارتباط سابق بإمراضية السرطان. تملك هذه الطفرات وظائف محتملة في المسارات الأيضية التي تقترح آليات تعمل من خلالها على تعزيز السرطان (KNDC1 وGPR124 وEB12 وGRINC1B).
تشارك هذه الجينات في مسارات يُعرف بأنها تساهم في إمراضية السرطان، لكن قبل هذه الدراسة، لم يكن معظمها معتبرًا في العلاج الجيني المستهدف. أثبت هذا التحليل أهمية نهج تسلسل الجينوم السرطاني الكامل في تحديد الطفرات الجسدية وأهمية التسلسل الموازي لجينوم الخلايا الطبيعية والورمية.
في عام 2011، تم تحديد تسلسل جينوم مريض استثنائي بسرطان المثانة كان قد أُزيل ورمه بواسطة عقار إيفيروليموس، وكشف التسلسل عن طفرات في جينين هما TSC1 وNF2. أخلّت الطفرات بتنظيم mTOR (هدف الثدييات من الراباميسين)، وهو البروتين الذي ثبطه عقار إيفيروليموس، ما سمح له بالتكاثر بشكل غير محدود. نتيجةً لذلك، في عام 2015، تشكلت مبادرة المستجيبين الاستثنائيين في المعهد الوطني للسرطان. تسمح المبادرة لمثل هؤلاء المرضى الاستثنائيين (الذين استجابوا بشكل إيجابي لمدة ستة أشهر على الأقل لعقار السرطان الذي يفشل عادةً) بتحديد تسلسل جينوماتهم لتحديد الطفرات ذات الصلة. عند تحديد هذا التسلسل، يمكن فحص المرضى الآخرين بحثًا عن هذه الطفرات ومن ثم إعطائهم الدواء. لتحقيق هذه الغاية، بدأت في عام 2015 تجربة لأدوية السرطان على الصعيد الوطني، شملت نحو 2400 مركز. يخضع المرضى الذين يعانون من الطفرات المناسبة لواحد من أصل أكثر من أربعين دواءً.
في عام 2014، أطلق مركز علم الأورام الجزيئي اختبار MSK-IMPACT، وهو أداة فحص تبحث عن طفرات في 341 جين مرتبط بالسرطان. بحلول عام 2015، خضع أكثر من خمسة آلاف مريض للفحص. كان وجود طفرات معينة لدى المرضى يؤهلهم للتسجيل في التجارب السريرية التي توفر العلاج الموجه.